# Manglish
Le manglish — contraction de  « Malaysian  English » (« anglais malaisien »), ou encore de « Mangled English » (« anglais estropié ») — est un pidgin ou un créole de Malaisie fondé sur l'anglais, dont il simplifie certaines règles de grammaire, et intégrant des mots malais, chinois et indiens. Il est très proche du singlish parlé à Singapour.